# 1971年オーストリアグランプリ
1971年オーストリアグランプリ (1971 Austrian Grand Prix) は、1971年のF1世界選手権第8戦として、1971年8月15日にエステルライヒリンクで開催された。
レースは54周で行われ、BRMのジョー・シフェールがポールポジションから優勝した。ロータスのエマーソン・フィッティパルディが2位、ブラバムのティム・シェンケンが3位となった。ティレルのジャッキー・スチュワートはリタイアに終わったが、2度目のドライバーズチャンピオンを決めた。後にチャンピオンとなるニキ・ラウダのF1デビュー戦である。

## 背景
ジャッキー・スチュワートは前戦ドイツGPまでの7戦で5勝を挙げて51点を獲得し、19点で2位のジャッキー・イクスに32点、17点で3位のロニー・ピーターソンに34点の大差を付けていた。イクスとピーターソンがスチュワートを逆転してチャンピオンを獲得するには、スチュワートが残り4戦で無得点に終わり、かつイクスは3勝と2位1回以上、ピーターソンは全勝する必要がある。したがって、本レースでイクスが3位以下でかつピーターソンが2位以下に終われば、スチュワートのチャンピオンが決定する。

## エントリー
マトラは前戦ドイツGPでの悲惨なパフォーマンスに直面し、次戦イタリアGPまでに新たなエンジンを準備するため、本レースを欠場した。マクラーレンはピーター・ゲシンを成績不振で解雇し、ジャッキー・オリバーに交代した。ゲシンはBRMに移籍し、ジョー・シフェール、ハウデン・ガンレイとともにP160を走らせる。それまでガンレイが走らせたP153は地元出身の新人ヘルムート・マルコに与えられた。マーチも地元出身の新人ニキ・ラウダを起用した。マシンはそれまでナンニ・ギャリが使用していたアルファロメオエンジン用の711を、エンジンのみDFVに載せ替えた（ギアボックスはアルファロメオ製のまま）ものが与えられた。ギャリは別のアルファロメオエンジン用の711に乗り換えたが、本来アンドレア・デ・アダミッチが使用するマシンであったため、デ・アダミッチは参加できなくなった。

### エントリーリスト
| チーム                                                     | No. | ドライバー                       | コンストラクター | シャシー | エンジン                         | タイヤ |
| ---------------------------------------------------------- | --- | -------------------------------- | ---------------- | -------- | -------------------------------- | ------ |
| ゴールドリーフ・チーム・ロータス                           | 2   | エマーソン・フィッティパルディ   | ロータス         | 72D      | フォード・コスワース DFV 3.0L V8 | F      |
| ゴールドリーフ・チーム・ロータス                           | 3   | レイネ・ウィセル                 | ロータス         | 72D      | フォード・コスワース DFV 3.0L V8 | F      |
| スクーデリア・フェラーリ SpA SEFAC                         | 4   | ジャッキー・イクス               | フェラーリ       | 312B2    | フェラーリ 001/1 3.0L F12        | F      |
| スクーデリア・フェラーリ SpA SEFAC                         | 5   | クレイ・レガツォーニ             | フェラーリ       | 312B2    | フェラーリ 001/1 3.0L F12        | F      |
| スクーデリア・フェラーリ SpA SEFAC                         | 6   | マリオ・アンドレッティ 1         | フェラーリ       | 312B2    | フェラーリ 001/1 3.0L F12        | F      |
| モーターレーシング・ディベロップメンツ・リミテッド         | 7   | グラハム・ヒル                   | ブラバム         | BT34     | フォード・コスワース DFV 3.0L V8 | G      |
| モーターレーシング・ディベロップメンツ・リミテッド         | 8   | ティム・シェンケン               | ブラバム         | BT33     | フォード・コスワース DFV 3.0L V8 | G      |
| ブルース・マクラーレン・モーターレーシング                 | 9   | デニス・ハルム                   | マクラーレン     | M19A     | フォード・コスワース DFV 3.0L V8 | G      |
| ブルース・マクラーレン・モーターレーシング                 | 10  | ジャッキー・オリバー             | マクラーレン     | M14A     | フォード・コスワース DFV 3.0L V8 | G      |
| エルフ・チーム・ティレル                                   | 11  | ジャッキー・スチュワート         | ティレル         | 003      | フォード・コスワース DFV 3.0L V8 | G      |
| エルフ・チーム・ティレル                                   | 12  | フランソワ・セベール             | ティレル         | 002      | フォード・コスワース DFV 3.0L V8 | G      |
| ヤードレー・チーム・BRM                                    | 14  | ジョー・シフェール               | BRM              | P160     | BRM P142 3.0L V12                | F      |
| ヤードレー・チーム・BRM                                    | 15  | ハウデン・ガンレイ               | BRM              | P160     | BRM P142 3.0L V12                | F      |
| ヤードレー・チーム・BRM                                    | 23  | ピーター・ゲシン                 | BRM              | P160     | BRM P142 3.0L V12                | F      |
| ヤードレー・チーム・BRM                                    | 16  | ヘルムート・マルコ               | BRM              | P153     | BRM P142 3.0L V12                | F      |
| STP・マーチ・レーシングチーム                              | 17  | ロニー・ピーターソン             | マーチ           | 711      | フォード・コスワース DFV 3.0L V8 | F      |
| STP・マーチ・レーシングチーム                              | 26  | ニキ・ラウダ                     | マーチ           | 711      | フォード・コスワース DFV 3.0L V8 | F      |
| STP・マーチ・レーシングチーム                              | 18  | アンドレア・デ・アダミッチ 2     | マーチ           | 711      | アルファロメオ T33 3.0L V8       | F      |
| STP・マーチ・レーシングチーム                              | 19  | ナンニ・ギャリ                   | マーチ           | 711      | アルファロメオ T33 3.0L V8       | F      |
| エキップ・マトラ・スポール                                 | 20  | クリス・エイモン 3               | マトラ           | MS120B   | マトラ MS71 3.0L V12             | G      |
| エキップ・マトラ・スポール                                 | 21  | ジャン＝ピエール・ベルトワーズ 4 | マトラ           | MS120B   | マトラ MS71 3.0L V12             | G      |
| ブルックボンド・オクソ・チーム・サーティース               | 22  | ジョン・サーティース             | サーティース     | TS9      | フォード・コスワース DFV 3.0L V8 | F      |
| アウト・モトール・ウント・シュポルト・チーム・サーティース | 24  | ロルフ・シュトメレン             | サーティース     | TS9      | フォード・コスワース DFV 3.0L V8 | F      |
| フランク・ウィリアムズ・レーシングカーズ                   | 25  | アンリ・ペスカロロ               | マーチ           | 711      | フォード・コスワース DFV 3.0L V8 | F      |
| クラーク＝モーダウント＝ガスリー・レーシング               | 27  | マイク・ボイトラー               | マーチ           | 711      | フォード・コスワース DFV 3.0L V8 | F      |
| エキュリー・ボニエ                                         | 28  | ヨアキム・ボニエ                 | マクラーレン     | M7C      | フォード・コスワース DFV 3.0L V8 | G      |
| ソース:                                                    |     |                                  |                  |          |                                  |        |

追記
- ^1 - アンドレッティはエントリーのみ[7]
- ^2 - デ・アダミッチは自身のマシンをギャリが走らせたため欠場[7]
- ^3 - マトラはエンジンの開発を優先したため欠場[7]
- ^4 - ベルトワーズは1月に行われたブエノスアイレス1000kmレース（英語版）の事故の責任を問われて出場停止中[8]

## 予選
BRMのV12エンジンは、V8のフォード・コスワース・DFVエンジンを搭載するティレルや非常に不安定であったフェラーリの水平対向12気筒に対して利点があり、ジョー・シフェールがジャッキー・スチュワートを0.2秒差で上回り、1968年メキシコGP以来3年ぶり2度目の（そして最後となる）ポールポジションを獲得した。BRMにとっては1965年アメリカGPのグラハム・ヒル以来6年ぶりのポールポジション獲得であった。スチュワートのチームメイトであるフランソワ・セベールが3番手、フェラーリのクレイ・レガツォーニが4番手で2列目、ロータスのエマーソン・フィッティパルディがレガツォーニと同タイムで5番手、逆転チャンピオンにはもう1つも落とせないフェラーリのジャッキー・イクスは6番手で3列目、マーチのロニー・ピーターソンは11番手であった。ブラバム勢はティム・シェンケンが7番手、ヒルが8番手で4列目に並んだ。

### 予選結果
| 順位    | No. | ドライバー                     | コンストラクター      | タイム  | 差    | グリッド |
| ------- | --- | ------------------------------ | --------------------- | ------- | ----- | -------- |
| 1       | 14  | ジョー・シフェール             | BRM                   | 1:37.44 | -     | 1        |
| 2       | 11  | ジャッキー・スチュワート       | ティレル-フォード     | 1:37.65 | +0.21 | 2        |
| 3       | 12  | フランソワ・セベール           | ティレル-フォード     | 1:37.86 | +0.42 | 3        |
| 4       | 5   | クレイ・レガツォーニ           | フェラーリ            | 1:37.90 | +0.46 | 4        |
| 5       | 2   | エマーソン・フィッティパルディ | ロータス-フォード     | 1:37.90 | +0.46 | 5        |
| 6       | 4   | ジャッキー・イクス             | フェラーリ            | 1:38.27 | +0.83 | 6        |
| 7       | 8   | ティム・シェンケン             | ブラバム-フォード     | 1:38.64 | +1.20 | 7        |
| 8       | 7   | グラハム・ヒル                 | ブラバム-フォード     | 1:38.70 | +1.26 | 8        |
| 9       | 9   | デニス・ハルム                 | マクラーレン-フォード | 1:38.80 | +1.36 | 9        |
| 10      | 3   | レイネ・ウィセル               | ロータス-フォード     | 1:38.95 | +1.51 | 10       |
| 11      | 17  | ロニー・ピーターソン           | マーチ-フォード       | 1:39.01 | +1.57 | 11       |
| 12      | 24  | ロルフ・シュトメレン           | サーティース-フォード | 1:39.08 | +1.64 | 12       |
| 13      | 25  | アンリ・ペスカロロ             | マーチ-フォード       | 1:39.09 | +1.65 | 13       |
| 14      | 15  | ハウデン・ガンレイ             | BRM                   | 1:39.46 | +2.02 | 14       |
| 15      | 19  | ナンニ・ギャリ                 | マーチ-アルファロメオ | 1:39.54 | +2.10 | 15       |
| 16      | 23  | ピーター・ゲシン               | BRM                   | 1:39.67 | +2.23 | 16       |
| 17      | 16  | ヘルムート・マルコ             | BRM                   | 1:39.80 | +2.36 | 17       |
| 18      | 22  | ジョン・サーティース           | サーティース-フォード | 1:40.37 | +2.93 | 18       |
| 19      | 27  | マイク・ボイトラー             | マーチ-フォード       | 1:41.46 | +4.02 | 19       |
| 20      | 28  | ヨアキム・ボニエ               | マクラーレン-フォード | 1:41.66 | +4.22 | 20       |
| 21      | 26  | ニキ・ラウダ                   | マーチ-フォード       | 1:43.68 | +6.24 | 21       |
| 22      | 10  | ジャッキー・オリバー           | マクラーレン-フォード | 1:44.22 | +6.78 | 22       |
| ソース: |     |                                |                       |         |       |          |

## 決勝
レース当日は晴天の下で行われ、地元のヒーローであったヨッヘン・リントが前年のイタリアGPで亡くなったにもかかわらず、依然として多くの観客が集まった。ヨアキム・ボニエはスタート直前に燃料漏れに見舞われ、スタートすることができなかった。
ポールポジションのジョー・シフェールがスタートでリードを奪い、クレイ・レガツォーニがアウト側からジャッキー・スチュワートを抜こうとしたがスチュワートが抑えきって2位を守った。シフェールはスチュワートとの差を広げていく。レガツォーニはフランソワ・セベールと3位を争うがエンジントラブルでリタイアし、ジャッキー・イクスはティム・シェンケンとエマーソン・フィッティパルディからの攻撃を受け、機械的なトラブルにより順位を落としていった。スチュワートはハンドリングに問題を抱え、チームメイトのセベールに抜かれていく。後方ではシェンケンとフィッティパルディ、レイネ・ウィセルとグラハム・ヒルによる2台のブラバムとロータスのバトルが見られた。イクスは32周目にスパークプラグのトラブルでリタイアに終わり、チャンピオン獲得の可能性は潰えた。フィッティパルディはシェンケンを抜き、スチュワートへの追撃を開始する。
スチュワートは36周目に左後輪がテキサコカーブで外れてスピンし、マシンを降りてリタイアする。セベールもギアボックスの故障により5速、続いて4速を失い、42周目にフィッティパルディに抜かれた直後にエンジンが壊れてリタイアした。
首位を独走していたシフェールだったが、左リアタイヤがパンクしてしまいペースが落ち、2位に浮上していたフィッティパルディがシフェールとの差を縮めていく。しかし、シフェールのタイヤは最後まで持ちこたえ、フィッティパルディに4秒の差を付けて優勝した。シフェールは1968年イギリスGP以来3年ぶり2度目の優勝をグランドスラムで飾った。結果的にこれがシフェールにとって最後の優勝となる。3位でフィニッシュしたシェンケンは初の（そして唯一の）表彰台を獲得した。以下、ウィセルが4位、ヒルは5位で今季初入賞、ウィリアムズからマーチ・711を走らせるアンリ・ペスカロロが6位に入賞した。イクスとともに逆転チャンピオンの可能性を残していたロニー・ピーターソンは入賞圏外の8位に終わり、スチュワートは3戦を残して2年ぶり2度目のドライバーズチャンピオンを決めた。

### レース結果
| 順位    | No. | ドライバー                     | コンストラクター      | 周回数 | タイム/リタイア原因 | グリッド | ポイント |
| ------- | --- | ------------------------------ | --------------------- | ------ | ------------------- | -------- | -------- |
| 1       | 14  | ジョー・シフェール             | BRM                   | 54     | 1:30:23.91          | 1        | 9        |
| 2       | 2   | エマーソン・フィッティパルディ | ロータス-フォード     | 54     | +4.12               | 5        | 6        |
| 3       | 8   | ティム・シェンケン             | ブラバム-フォード     | 54     | +19.77              | 7        | 4        |
| 4       | 3   | レイネ・ウィセル               | ロータス-フォード     | 54     | +31.87              | 10       | 3        |
| 5       | 7   | グラハム・ヒル                 | ブラバム-フォード     | 54     | +48.43              | 8        | 2        |
| 6       | 25  | アンリ・ペスカロロ             | マーチ-フォード       | 54     | +1:24.51            | 13       | 1        |
| 7       | 24  | ロルフ・シュトメレン           | サーティース-フォード | 54     | +1:37.42            | 12       |          |
| 8       | 17  | ロニー・ピーターソン           | マーチ-フォード       | 53     | +1 Lap              | 11       |          |
| 9       | 10  | ジャッキー・オリバー           | マクラーレン-フォード | 53     | +1 Lap              | 22       |          |
| 10      | 23  | ピーター・ゲシン               | BRM                   | 52     | +2 Laps             | 16       |          |
| 11      | 16  | ヘルムート・マルコ             | BRM                   | 52     | +2 Laps             | 17       |          |
| 12      | 19  | ナンニ・ギャリ                 | マーチ-アルファロメオ | 51     | +3 Laps             | 15       |          |
| NC      | 27  | マイク・ボイトラー             | マーチ-フォード       | 47     | 規定周回数不足      | 19       |          |
| Ret     | 12  | フランソワ・セベール           | ティレル-フォード     | 42     | エンジン            | 3        |          |
| Ret     | 11  | ジャッキー・スチュワート       | ティレル-フォード     | 35     | ハーフシャフト      | 2        |          |
| Ret     | 4   | ジャッキー・イクス             | フェラーリ            | 31     | エンジン            | 6        |          |
| Ret     | 26  | ニキ・ラウダ                   | マーチ-フォード       | 20     | ハンドリング        | 21       |          |
| Ret     | 22  | ジョン・サーティース           | サーティース-フォード | 12     | エンジン            | 18       |          |
| Ret     | 5   | クレイ・レガツォーニ           | フェラーリ            | 8      | エンジン            | 4        |          |
| Ret     | 15  | ハウデン・ガンレイ             | BRM                   | 5      | イグニッション      | 14       |          |
| Ret     | 9   | デニス・ハルム                 | マクラーレン-フォード | 4      | エンジン            | 9        |          |
| DNS     | 28  | ヨアキム・ボニエ               | マクラーレン-フォード |        | 燃料漏れ            | 20       |          |
| ソース: |     |                                |                       |        |                     |          |          |

優勝者ジョー・シフェールの平均速度
211.858 km/h (131.642 mph)
ファステストラップ
- ジョー・シフェール - 1:38.47 (29周目)

ラップリーダー
太字は最多ラップリーダー
- ジョー・シフェール - 54周 (全周回)

達成された主な記録
- ドライバー
  - 2回目のチャンピオン - ジャッキー・スチュワート
  - 初エントリー/初出走 - ニキ・ラウダ[19]
  - 初出走/初完走 - ヘルムート・マルコ[20]
  - 初グランドスラム/最終優勝/最終ポールポジション/最終ファステストラップ - ジョー・シフェール[15][5]
  - 初表彰台/最終表彰台 - ティム・シェンケン[21]
- コンストラクター
  - 10回目のポールポジション - BRM
- エンジン
  - 10回目のポールポジション - BRM

## 第8戦終了時点のランキング
|         | 順位 | ドライバー                     | ポイント |
| ------- | ---- | ------------------------------ | -------- |
|         | 1    | ジャッキー・スチュワート       | 51       |
|         | 2    | ジャッキー・イクス             | 19       |
|         | 3    | ロニー・ピーターソン           | 17       |
| 3       | 4    | エマーソン・フィッティパルディ | 16       |
| 7       | 5    | ジョー・シフェール             | 13       |
| ソース: |      |                                |          |

|         | 順位 | コンストラクター  | ポイント |
| ------- | ---- | ----------------- | -------- |
|         | 1    | ティレル-フォード | 51       |
|         | 2    | フェラーリ        | 32       |
| 2       | 3    | BRM               | 21       |
|         | 4    | ロータス-フォード | 19       |
| 2       | 5    | マーチ-フォード   | 18       |
| ソース: |      |                   |          |

- 注:  トップ5のみ表示。前半6戦のうちベスト5戦及び後半5戦のうちベスト4戦がカウントされる。